# Guerra contra el narcotràfic a Mèxic
La Guerra contra el narcotràfic a Mèxic és una guerra de baixa intensitat en curs i asimètrica entre el Govern Mexicà i diversos sindicats del narcotràfic. Des de 2006, quan va començar la intervenció amb els militars mexicans, l'objectiu principal del govern ha estat la d'acabar amb la violència relacionada amb les drogues. A més, el govern mexicà ha afirmat que el seu enfocament principal està en el desmantellament dels poderosos càrtels de la droga, en comptes de prevenir el narcotràfic, que es deixa als funcionaris dels Estats Units.
Tot i que els càrtels mexicans de la droga o les organitzacions de tràfic de drogues han existit des de fa diverses dècades, la seva influència ha augmentat des de la desaparició dels càrtels de Cali i Medellín a Colòmbia en la dècada de 1990. Els càrtels mexicans de la droga ara dominen el mercat a l'engròs de les drogues i el 2007 controlaven el 90% de la cocaïna que entrava als Estats Units. Les detencions dels principals líders dels càrtels, en particular en els càrtels de Tijuana i del Golf, han portat a l'augment de la violència del narcotràfic així com la lluita dels càrtels pel control de les rutes del narcotràfic cap als Estats Units.
Els analistes estimen que els guanys a l'engròs de la venda de drogues il·lícites és de 13,6 mil milions a 49,4 mil milions de dòlars a l'any.
Al final de l'administració de Felipe Calderón (2006-12), la xifra oficial de morts de la Guerra contra el narcotràfic a Mèxic va ser d'almenys 60 mil. Les estimacions fixen la xifra de morts per sobre de 120 mil el 2013, sense incloure els 27 mil desapareguts.
La desmobilització dels combatents de les FARC va permetre que els càrtels colombians s'aliessin amb el Càrtel Jalisco Nova Generació i el Càrtel de Sinaloa mexicans per a l'enviament de droga a Europa.
Quan Andrés Manuel López Obrador va prendre possessió com a president el 2018, va declarar que la Guerra contra el narcotràfic a Mèxic havia acabat, tanmateix els índexs de criminalitat van seguir sent alts a Mèxic i el conflicte i la violència de les màfies de la droga no es va frenar durant el seu mandat. El 2019 va ser un dels anys més violents de la història de Mèxic, amb 34.690 homicidis intencionats denunciats, i el nombre va baixar lleugerament els anys següents.
L'octubre de 2019 Ovidio Guzmán López "El Ratón", fill de Joaquín Guzmán El Chapo, va ser capturat per una petita força governamental, però després d'un enfrontament a trets, fou alliberat, fins que el 5 de gener de 2023 fou capturat en una nova operació, en la que van morir 10 soldats i 19 membres del càrtel, juntament amb la detenció d'altres 21 presumptes membres, sense víctimes civils, segons informes oficials. Ernesto Alfredo Piñón de la Cruz "El Neto", líder de l'organització criminal violenta afiliada al Càrtel de Sinaloa coneguda com "Los Mexicles", va morir durant un batuda policial després de fugir violentament de la presó.
En 2020 la pandèmia de COVID-19 va interrompre les cadenes de subministrament des de la Xina fins a Mèxic que proporcionaven els productes químics precursors per crear fentanil i metamfetamina, que normalment s'exportaven als Estats Units.